# Ходорков, Липа Аврумович
Липа Аврумович Ходорков — советский военный врач, генерал-майор.

## Биография
Липа Ходорков родился 31 мая 1902 года в Могилев-Подольском.
В 1927 году окончил Киевский медицинский институт.
С 1929 года — в РККА: врач полка, начальник военного госпиталя, санитарного отдела корпуса.
В 1939 году — начальник санитарного отдела Орловского военного округа.
В том же 1939 году участвовал в боях на Халхин-Голе, затем в 1939−1940 годах принимал участие в советско-финской войне.
С 1940 года — начальник отдела Центрального санитарного управления РККА.
В 1941−1947 годах — начальник Центрального санитарного Управления РККА.
Постановлением Президиума Крайовой Рады Народовой был награждён орденом Virtuti Militari V класса.
В 1950−1961 годах — начальник санитарного управления Прибалтийского военного округа.
В 1961−1964 годах — начальник факультета Военно-медицинской академии.
В 1964−1965 годах — начальник военной кафедры Рязанского медицинского института.
23 сентября 1965 года отправлен в отставку.
17 июня 1981 года скончался в Ленинграде. Похоронен на Богословском кладбище Санкт-Петербурга.

## Награды
- Орден Ленина (дважды)
- Орден Красного Знамени (трижды)
- Орден Кутузова II степени
- Орден Красной Звезды (дважды)